# Utricularia aurea
Utricularia aurea är en tätörtsväxtart som beskrevs av João de Loureiro. Utricularia aurea ingår i släktet bläddror, och familjen tätörtsväxter. Inga underarter finns listade i Catalogue of Life.

## Bildgalleri

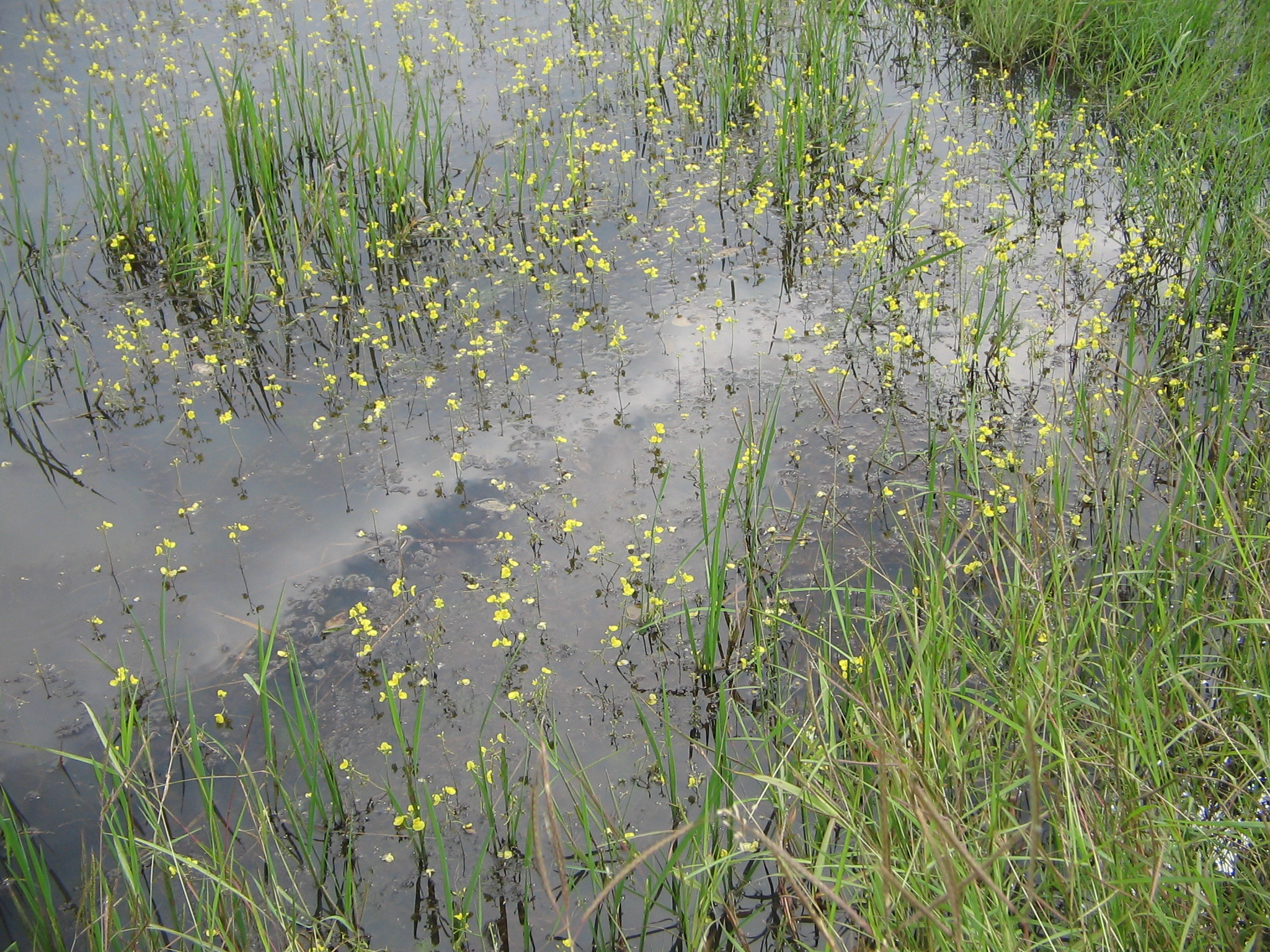
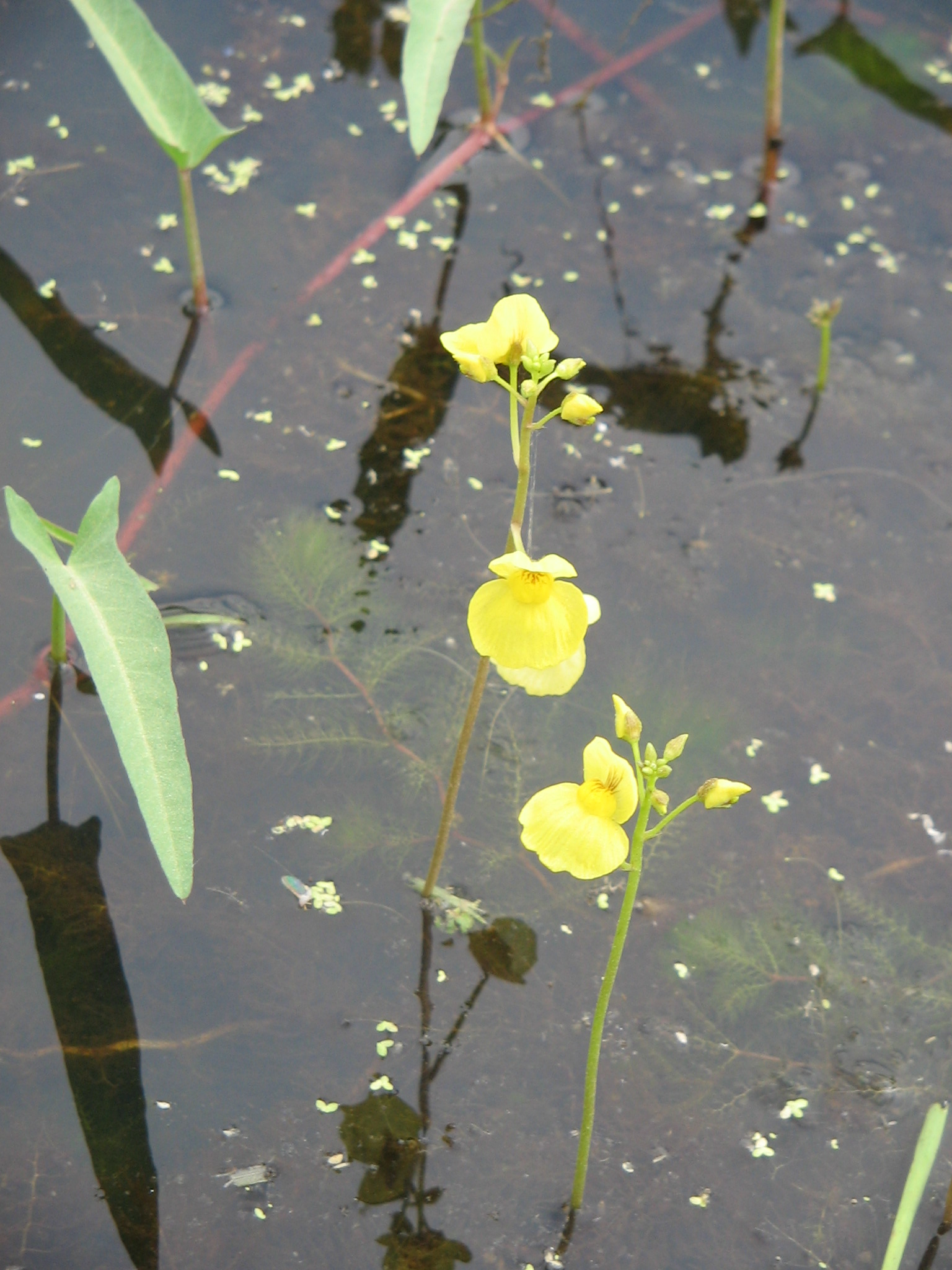
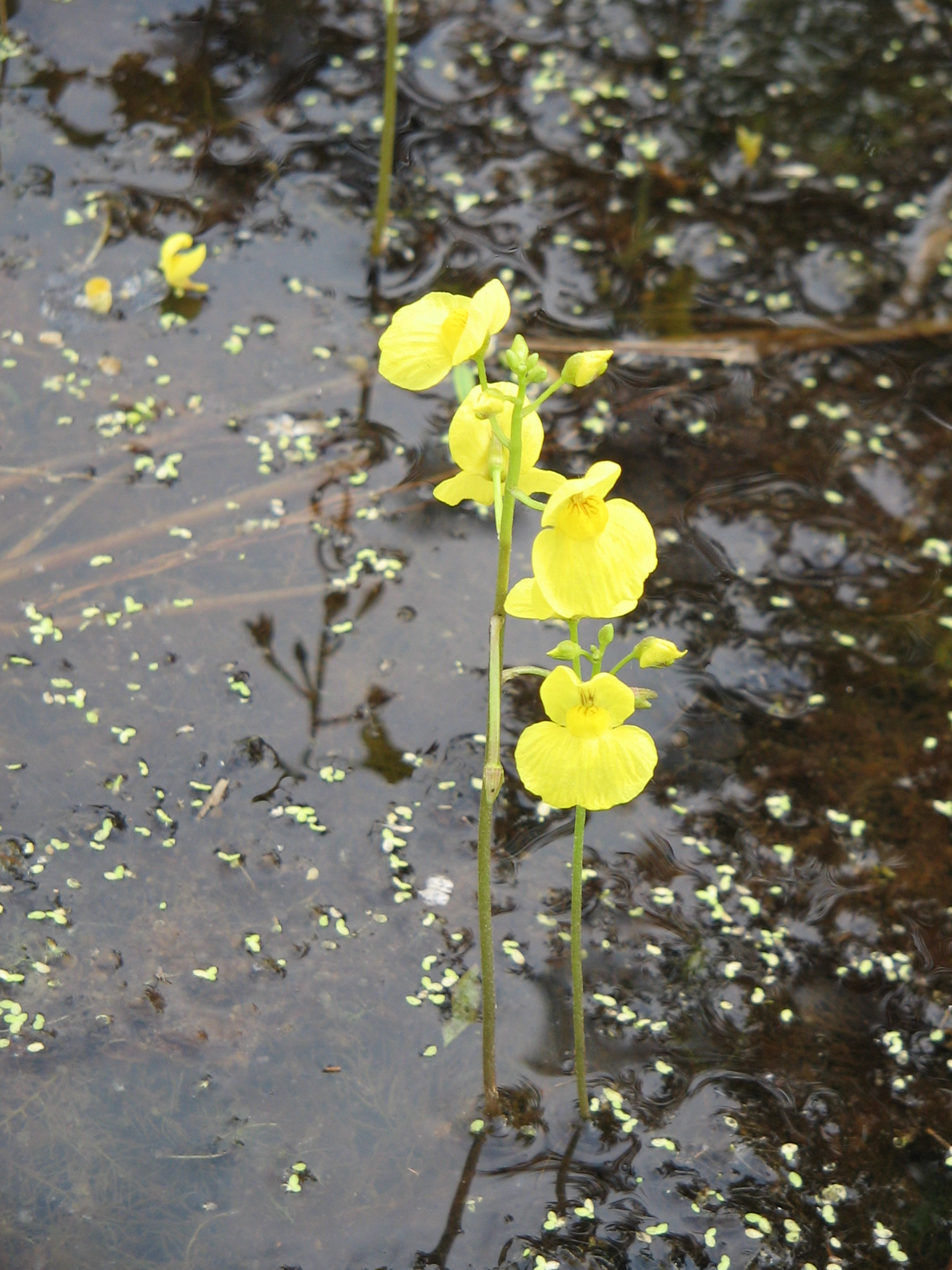